# Marie-Line, incognito
Production
Diffusion
Marie-Line, incognito est une série télévisée française réalisée par Arnauld Mercadier d'après un scénario de Diane Clavier et Samantha Mazeras.
Cette comédie policière est une coproduction de DMLS Films et TF1.

## Distribution
- Isabelle Nanty : Marie-Line
- Nicolas Gob : Bruno
- Stefi Celma : Nina
- Erika Sainte : Stéphanie
- Pierre Perrier : Renaud
- Jean-Luc Couchard : Quentin
- Emma Grandjean : Adèle
- Simon Rodzynek : Jules

## Production

### Genèse et développement
Cette comédie policière est une coproduction de DMLS Films et TF1,,.
La série est créée par Diane Clavier et Samantha Mazeras, écrite par Diane Clavier et Samantha Mazeras en collaboration avec Laurent Burtin (épisodes 3 et 4), et réalisée par Arnauld Mercadier,,,.
La production est assurée par Adriana Teofanova pour DMLS Films,.

### Tournage
Le tournage de la série se déroule à partir du 24 juin 2025 dans le département du Cantal en région Auvergne-Rhône-Alpes,,,,.

### Fiche technique
Sauf indication contraire, les informations mentionnées dans cette section peuvent être confirmées par les bases de données cinématographiques  présentes dans la section « Liens externes ».
- Titre français : Marie-Line, incognito
- Genre : comédie policière
- Création : Diane Clavier et Samantha Mazeras[1],[2],[3]
- Réalisation : Arnauld Mercadier[1],[2],[3],[4]
- Scénario : Diane Clavier, Samantha Mazeras et Laurent Burtin (épisodes 3 et 4)[1],[2],[3]
- Production : Adriana Teofanova[3],[5]
- Sociétés de production : DMLS Films et TF1[1],[2],[3]
- Société de distribution : TF1[1],[2],[3],[6]
- Pays de production :  France
- Langue originale : français
- Format : couleur
- Nombre de saisons : 1
- Nombre d'épisodes : 6
- Durée : 52 minutes
- Dates de première diffusion :